# Natación en los Juegos Olímpicos de Londres 2012 – Relevo 4 x 200 metros estilo libre masculino
El evento de Relevo 4 x 200 metros estilo libre masculino de natación olímpica en los Juegos Olímpicos de Londres 2012 tomó lugar el 31 de julio en el  Centro Acuático de Londres.

## Récords
RM=Récord mundial
RO=Récord olímpico

## Resultados

### Heats
| Rank | Heat | Línea | País                            | Nadadores                                                                                            | Tiempo  | Notas |
| ---- | ---- | ----- | ------------------------------- | --- | ------- | ----- |
| 1    | 2    | 4     | Estados Unidos (USA)            | Charlie Houchin (1:48.22) Matt McLean (1:46.68) Davis Tarwater (1:46.33) Conor Dwyer (1:45.52)       | 7:06.75 | Q     |
| 2    | 1    | 4     | Francia (FRA)                   | Jérémy Stravius (1:47.42) Grégory Mallet (1:47.56) Amaury Leveaux (1:47.87) Clément Lefert (1:46.33) | 7:09.18 | Q     |
| 3    | 1    | 5     | Alemania (GER)                  | Tim Wallburger (1:48.10) Dimitri Colupaev (1:47.47) Clemens Rapp (1:48.04) Paul Biedermann (1:45.62) | 7:09.23 | Q     |
| 4    | 2    | 3     | Australia (AUS)                 | David McKeon (1:48.25) Cameron McEvoy (1:47.89) Ned McKendry (1:47.55) Ryan Napoleon (1:46.81)       | 7:10.50 | Q     |
| 5    | 2    | 6     | Reino Unido (GBR)               | David Carry (1:48.82) Ross Davenport (1:47.59) Rob Bale (1:49.85) Robbie Renwick (1:46.44)           | 7:10.70 | Q     |
| 6    | 2    | 5     | República Popular China (CHN)\| | Lü Zhiwu (1:48.83) Li Yunqi (1:47.27) Haiqi Jiang (1:47.56) Dai Jun (1:47.69)                        | 7:11.35 | Q     |
| 7    | 1    | 8     | Sudáfrica (RSA)                 | Darian Townsend Jean Basson Sebastien Rousseau Chad le Clos                                          | 7:11.51 | Q     |
| 8    | 1    | 2     | Hungría (HUN)                   | Dominik Kozma Peter Bernek Laszlo Cseh Gergo Kis                                                     | 7:11.64 | Q     |
| 9    | 1    | 3     | Japón (JPN)                     | Yuki Kobori Sho Sotodate Chiaki Ishibashi Yuya Horihata                                              | 7:11.74 |       |
| 10   | 2    | 1     | Rusia (RUS)                     | Artem Lobuzov Evgeny Lagunov Mikhail Polishchuk Alexander Sukhorukov                                 | 7:11.86 |       |
| 11   | 1    | 6     | Italia (ITA)                    | Gianluca Maglia Alex di Giorgio Riccardo Maestri Marco Belotti                                       | 7:12.69 |       |
| 12   | 2    | 8     | Bélgica (BEL)                   | Dieter Dekoninck Glenn Surgeloose Louis Croenen Pieter Timmers                                       | 7:14.44 |       |
| 13   | 1    | 1     | Dinamarca (DEN)                 | Daniel Skaaning Pal Joensen Anders Lie Mads Glaesner                                                 | 7:15.04 |       |
| 14   | 2    | 7     | Canadá (CAN)                    | Blake Worsley Colin Russell Tobias Oriwol Alec Page                                                  | 7:15.22 |       |
| 15   | 1    | 7     | Nueva Zelanda (NZL)             | Matthew Stanley Steven Kent Dylan Dunlop-Barrett Andy McMillan                                       | 7:17.18 |       |
| 16   | 2    | 2     | Austria (AUT)                   | David Brandl Christian Scherubl Markus Rogan Florian Janistyn                                        | 7:17.94 |       |

### Final
| Rank              | Línea | País                          | Nadadores                                                                                          | Tiempo  | Notas |
| ----------------- | ----- | ----------------------------- | -------------------------------------------------------------------------------------------------- | ------- | ----- |
| Medalla de oro    | 4     | Estados Unidos (USA)          | Ryan Lochte (1:45.15) Conor Dwyer (1:45.23) Ricky Berens (1:45.27) Michael Phelps (1:44.05)        | 6:59.70 |       |
| Medalla de plata  | 5     | Francia (FRA)                 | Amaury Leveaux (1:46.70) Grégory Mallet (1:46.83) Clément Lefert (1:46.00) Yannick Agnel (1:43.24) | 7:02.77 |       |
| Medalla de bronce | 7     | República Popular China (CHN) | Hao Yun (1:47.12) Li Yunqi Jiang Haiqi Sun Yang                                                    | 7:06.30 |       |
| 4                 | 3     | Alemania (GER)                | Paul Biedermann (1:46.15) Dimitri Colupaev Tim Wallburger Clemens Rapp                             | 7:06.59 |       |
| 5                 | 6     | Australia (AUS)               | Thomas Fraser-Holmes Kenrick Monk Ned McKendry Ryan Napoleon                                       | 7:07.00 |       |
| 6                 | 2     | Reino Unido (GBR)             | Robbie Renwick Ieuan Lloyd Rob Bale Ross Davenport                                                 | 7:09.33 |       |
| 7                 | 1     | Sudáfrica (RSA)               | Darian Townsend Sebastien Rousseau Chad le Clos Jean Basson                                        | 7:09.65 |       |
| 8                 | 8     | Hungría (HUN)                 | Dominik Kozma Laszlo Cseh Peter Bernek Gergo Kis                                                   | 7:13.66 |       |